# Península Itálica

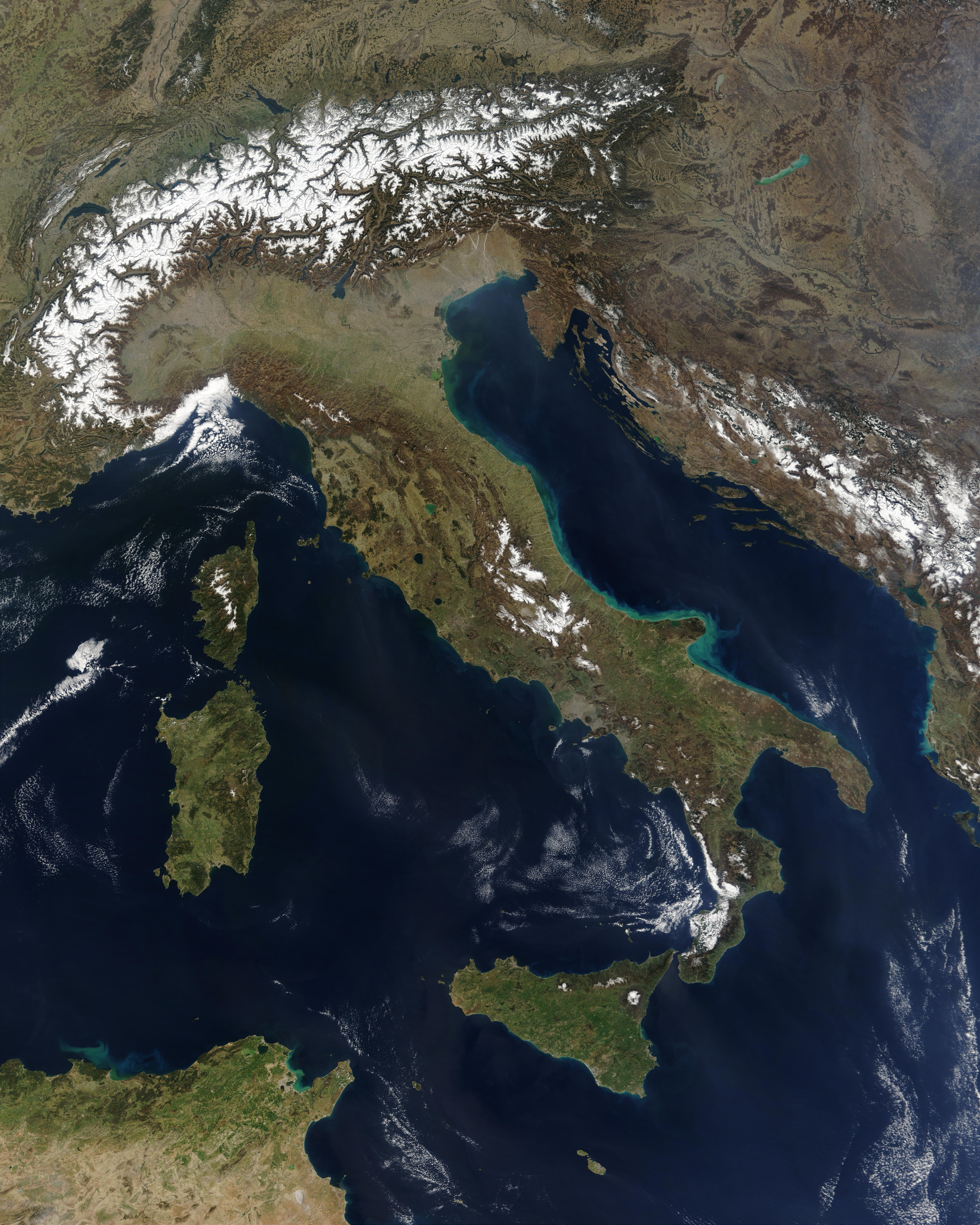
A península Itálica ou península Apenina e sua forma característica de "bota"

A península itálica ou península apenínica é uma das maiores penínsulas da Europa, medindo 1 000 km dos Alpes, ao norte, ao centro do mar Mediterrâneo, ao sul.
Em forma de bota (em italiano lo stivale) e situada no sul da Europa, consiste de três estados:
- Itália, a parte principal;
- San Marino, um enclave na Itália
- Vaticano, um enclave na cidade italiana de Roma.

O nome Apenina vem da cordilheira dos Apeninos. A península é circunscrita pelo mar Lígure e pelo mar Tirreno a oeste, pelo mar Jónico a sul e pelo mar Adriático a leste. A parte interna da península é montanhosa (Apeninos), a parte norte é mais plana e as costas apresentam geralmente falésias.
Por tradição popular, sua extensão geográfica é impropriamente definida a partir da vertente meridional dos Alpes. Na realidade, a península, no sentido geográfico estrito, inicia-se nos Apeninos tosco-emilianos, praticamente com um linha imaginária que vai de Gênova a Veneza e se estende até o extremo meridional do cabo de Spartivento, na Calábria. Tem, assim, uma extensão de cerca de 1 000 quilômetros na direção noroeste - sudeste. As ilhas maiores (Sicília, Sardenha e Córsega) não são geralmente consideradas partes da península. Desde o tempo do imperador romano Augusto (século I d.C.), o limite norte da península foi considerado a vertente meridional dos Alpes, mas geograficamente o limite coincide com uma linha do rio Magra até o rio Rubicão ao norte dos Apeninos Toscano-Emilianos, o que exclui o vale do rio Pó e a vertente meridional dos Alpes.
A península estende-se entre as latitudes norte 38o e 46o. Sua largura é variável: Do delta do rio Pó até o ponto mais ao norte da Etrúria, tanto a costa ocidental quanto a oriental afastam-se uma da outra criando uma figura irregular limitada ao norte e a oeste pelos Alpes, da Ilíria até o delta do rio Var, ao sul pelo golfo de Gênova e no leste pelo mar Adriático. Nessa parte a dimensão norte-sul máxima é de 560 km e leste-oeste de 190 km. Ao sul do ponto citado anteriormente a largura da península é de 160 km.
O clima é em geral do tipo mediterrânico, embora na parte continental seja moderadamente do tipo continental.

## História
Durante os distintos períodos históricos sucederam-se diversos estados diferentes e múltiplas alianças entre eles, na península itálica, destacando-se ao longo das variadas épocas os seguintes, de maior importância histórica, duração superior ou controle territorial mais extenso:
- República Romana — de 509 AEC a 27 AEC;
- Império Romano (província da Itália) — de 27 AEC a 395 EC;
- Reino Ostrogótico — de 493 a 553;
- Reino Lombardo — de 568 a 774;[4][5]
- República de Veneza — de 697 a 1797;
- Reino Itálico medieval — de 781 ao século XI;
- Estados Papais — de 752 a 1879;
- República de Gênova — de 1005 a 1815;
- Reino da Sicília — de 1130 a 1816;
- Reino da Sardenha — de 1297 a 1861;
- Ducado de Milão — de 1395 a 1447 e de 1450 a 1796;
- Grão-Ducado da Toscana — de 1569 a 1801 e de 1815 a 1859;
- Reino de Itália (1805-1814) — que teve Napoleão Bonaparte como rei;
- Reino de Itália (1861–1946) — governado pela Casa de Saboia;
- República Italiana — desde 1946, com constituição em vigor desde 1948.

Durante a República Romana da antiguidade, a Itália constituía o território de Roma ("Campo romano") e então não era uma província. Durante o principado de Augusto, a Itália foi sub-dividida em onze regiões:
- Lácio e Campânia,
- Apúlia e Calábria,
- Lucânia e Brúcio,
- Sâmnio,
- Etrúria,
- Piceno,
- Úmbria,
- Emília,
- Venécia e Ístria,
- Ligúria,
- Transpadana.

Os habitantes livres da península eram todos cidadãos romanos e não pagavam o imposto fundiário (ius italicum). Tal imposto era reservado aos cidadãos dos territórios provinciais, territórios considerados propriedade do povo romano.
Outros estados tiveram sua origem e capital na península Itálica, mas deviam seu poder político e econômico aos territórios que controlavam com seu comércio e suas marinhas, como as repúblicas marítimas, de Veneza, Gênova, Pisa e Amalfi.

## Divisão política atual
| País/ Território |            |            |           |                                       |
| País/ Território | População  | Área (km²) | Proporção | Descrição                             |
| ---------------- | ---------- | ---------- | --------- | ------------------------------------- |
| Itália           | 26 140 000 | 131 275    | 99,9478%  | Ocupa a maior parte da península      |
| San Marino       | 31 887     | 61,2       | 0,0518%   | É um enclave no nordeste da península |
| Vaticano         | 829        | 0,64       | 0,0004%   | É um enclave em Roma                  |